# Vespertilionins
Els vespertilionins (Vespertilioninae) són una subfamília de ratpenats de la família dels vespertiliònids. Aquest grup té una distribució gairebé global i compta amb 254 espècies repartides en 40 gèneres. Els fòssils més antics d'aquesta subfamília daten de l'Oligocè inferior o, si es compta Stehlinia com un vespertilioní, de l'Eocè.

## Taxonomia
- Tribu - Eptesicini, Volleth i Heller, 1994
  - Gènere - Arielulus, Hill i Harrison, 1987
  - Gènere Eptesicus, Rafinesque, 1820
    - Subgènere - Eptesicus, Rafinesque, 1820
    - Subgènere - Rhinopterus, Miller, 1906

  - Gènere - Hesperoptenus, Peters, 1868
    - Subgènere - Hesperoptenus, Peters, 1868
    - Subgènere - Milithronycteris, Hill, 1976
- Tribu - Lasiurini, Tate, 1942
  - Gènere - Lasiurus, Gray, 1831
    - Subgènere - Dasypterus, H. Allen, 1894
    - Subgènere - Lasirius, Gray, 1831
- Tribu - Nycticeiini, Gervais, 1855
  - Gènere - Nycticeinops, Hill i Harrison, 1987
  - Gènere - Nycticeius, Rafinesque, 1819
  - Gènere - Rhogeessa, H. Allen, 1866
    - Subgènere - Baeodon, Miller, 1906
    - Subgènere - Rhogeessa, H. Allen, 1866

  - Gènere - Scoteanax, Troughton, 1943
  - Gènere - Scotoecus, Thomas, 1901
  - Gènere - Scotomanes, Dobson, 1971
  - Gènere - Scotophilus, Leach, 1821
  - Gènere - Scotorepens, Troughton, 1943
- Tribu - Nyctophilini, Peters, 1865
  - Gènere - Nyctophilus, Peters, 1865
  - Gènere - Pharotis, Thomas, 1914
- Tribu - Pipistrellini, Tate, 1942
  - Gènere - Glischropus, Dobson, 1875
  - Gènere - Nyctalus, Bowditch, 1825
  - Gènere - Pipistrellus, Kaup, 1829
    - Subgènere - Perimyotis, Menu, 1984
    - Subgènere - Pipistrellus, Kaup, 1829

  - Gènere - Scotozous, Dobson, 1875
- Tribu - Plecotini, Gray, 1866
  - Gènere - Barbastella, Gray, 1821
  - Gènere - Corynorhinus, H. Allen, 1865
  - Gènere - Euderma, H. Allen, 1892
  - Gènere - Idionycteris, Anthony, 1923
  - Gènere - Otonycteris, Peters, 1859
  - Gènere - Plecotus, E. Geoffroy Saint-Hilaire, 1818
- Tribu - Vespertilionini, Gray, 1821
  - Gènere - Afronycteris, Monadjem, Patterson i Demos, 2020
  - Gènere - Cassistrellus, Ruedi et al., 2018
  - Gènere - Chalinolobus, Peters, 1866
  - Gènere - Eudiscopus, Conisbee, 1953
  - Gènere - Falsistrellus, Troughton, 1943
  - Gènere - Glauconycteris, Dobson, 1875
  - Gènere - Histiotus, Gervais, 1856
  - Gènere - Hypsugo, Kolenati, 1856
  - Gènere - Ia, Thomas, 1902
  - Gènere - Laephotis, Thomas, 1901
  - Gènere - Mimetillus, Thomas, 1904
  - Gènere - Neoromicia, Roberts, 1926
  - Gènere - Philetor, Thomas, 1902
  - Gènere - Pseudoromicia, Monadjem et al., 2020
  - Gènere - Tylonycteris, Peters, 1872
  - Gènere - Vespadelus, Troughton, 1943
  - Gènere - Vespertilio, Linnaeus, 1758